# Reprezentacja Finlandii na Mistrzostwach Europy w Wioślarstwie 2008
Reprezentacja Finlandii na Mistrzostwach Europy w Wioślarstwie 2008 liczyła 3 sportowców. Najlepszym wynikiem było 14. miejsce w dwójce podwójnej wagi lekkiej mężczyzn.

## Medale

### Złote medale
Brak

### Srebrne medale
Brak

### Brązowe medale
Brak

## Wyniki

### Konkurencje mężczyzn
- dwójka podwójna wagi lekkiej (LM2x): Pekka Nieminen, Matti Jääskeläinen – 14. miejsce

### Konkurencje kobiet
- jedynka (W1x): Ulla Varvio – 15. miejsce